# Rhododendron transiens
Rhododendron transiens är en ljungväxtart som beskrevs av Takenoshin Nakai. Rhododendron transiens ingår i släktet rododendron, och familjen ljungväxter. Inga underarter finns listade i Catalogue of Life.